# 広小路 (刈谷市)
広小路（ひろこうじ）は、愛知県刈谷市の町名。現行行政地名は広小路1丁目から広小路7丁目。

## 地理
刈谷市の中央部に位置する。北は銀座や新栄町と、南東は名鉄三河線を境に大正町や寿町と、南は御幸町と、西は司町と接している。広小路の中央部を愛知県道51号知立東浦線が横断している。広小路の南東端には名鉄三河線刈谷市駅があり、町の中央部に向かって刈谷市駅前通り商店街が伸びている。
秋葉神社の祭礼である万燈祭には、7ある氏子町として「銀座、司町、新栄町、寺横町、東陽町、広小路、広小路五組」が参加している。

## 歴史
1960年（昭和35年）に刈谷市大字元刈谷の一部が刈谷市広小路となった。
1989年（平成元年）時点の世帯数は355、人口は1,142。

## 世帯数と人口
2019年（令和元年）6月1日現在の世帯数と人口は以下の通りである。
| 丁目        | 世帯数  | 人口    |
| ----------- | ------- | ------- |
| 広小路1丁目 | 91世帯  | 213人   |
| 広小路2丁目 | 80世帯  | 194人   |
| 広小路3丁目 | 59世帯  | 138人   |
| 広小路4丁目 | 46世帯  | 73人    |
| 広小路5丁目 | 77世帯  | 161人   |
| 広小路6丁目 | 106世帯 | 226人   |
| 広小路7丁目 | 141世帯 | 352人   |
| 計          | 600世帯 | 1,357人 |

### 人口の変遷
国勢調査による人口の推移。
| 1995年（平成7年）  | 1,194人 | [ 8 ]  |  |
| 2000年（平成12年） | 1,263人 | [ 9 ]  |  |
| 2005年（平成17年） | 1,434人 | [ 10 ] |  |
| 2010年（平成22年） | 1,340人 | [ 11 ] |  |
| 2015年（平成27年） | 1,410人 | [ 12 ] |  |

## 小・中学校の学区
市立小・中学校に通う場合、学区は以下の通りとなる。
| 丁目        | 番・番地等 | 小学校             | 中学校               |
| ----------- | ---------- | ------------------ | -------------------- |
| 広小路1丁目 | 全域       | 刈谷市立亀城小学校 | 刈谷市立刈谷南中学校 |
| 広小路2丁目 | 全域       | 刈谷市立亀城小学校 | 刈谷市立刈谷南中学校 |
| 広小路3丁目 | 全域       | 刈谷市立亀城小学校 | 刈谷市立刈谷南中学校 |
| 広小路4丁目 | 全域       | 刈谷市立亀城小学校 | 刈谷市立刈谷南中学校 |
| 広小路5丁目 | 全域       | 刈谷市立亀城小学校 | 刈谷市立刈谷南中学校 |
| 広小路6丁目 | 全域       | 刈谷市立亀城小学校 | 刈谷市立刈谷南中学校 |
| 広小路7丁目 | 全域       | 刈谷市立亀城小学校 | 刈谷市立刈谷南中学校 |

## 交通
愛知県道43号岡崎碧南線と愛知県道48号岡崎刈谷線は、広小路にある「元中根」交差点で交差している。
- 名古屋鉄道（名鉄）
  - 三河線 刈谷市駅[6]

## 施設

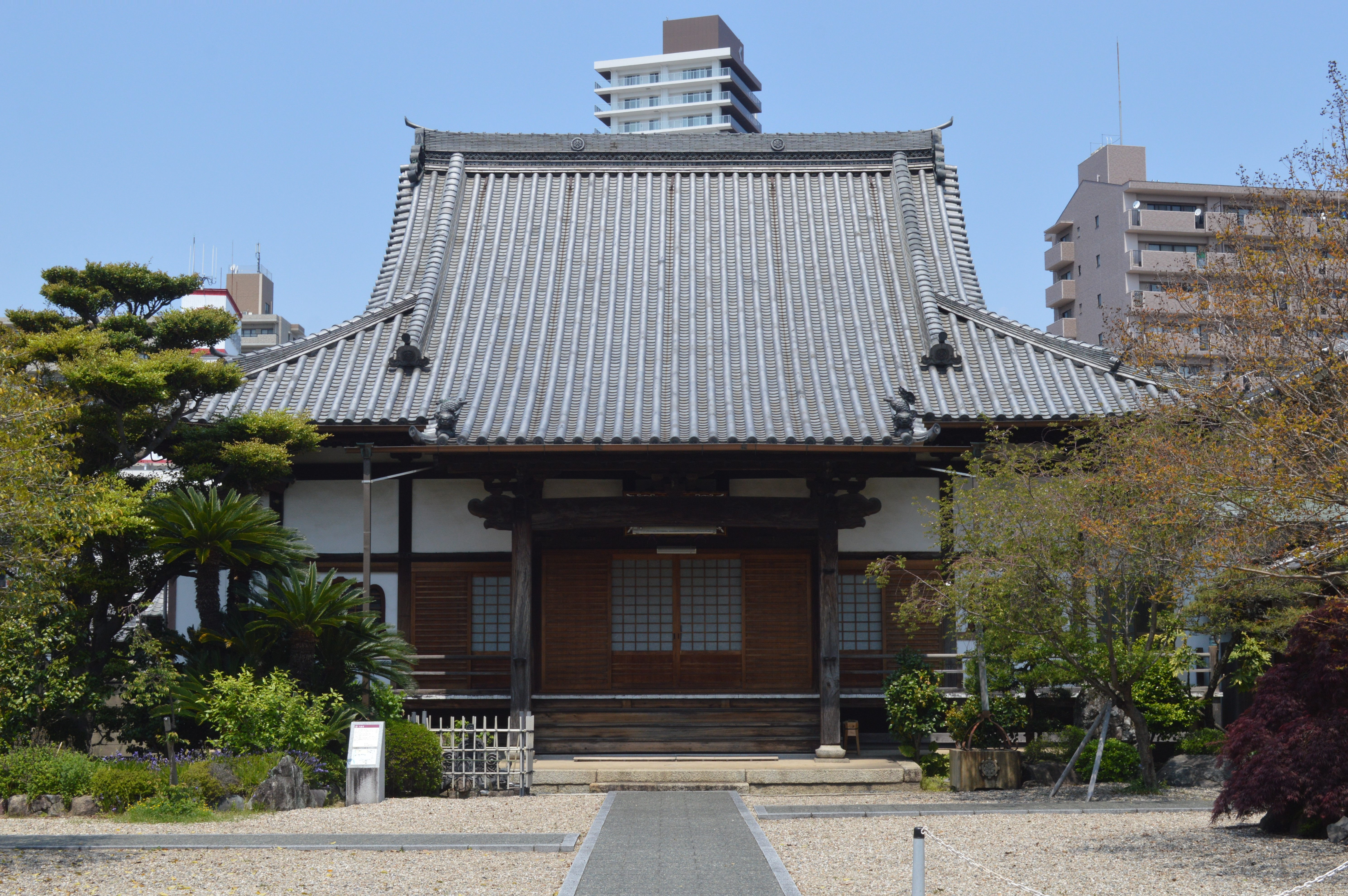
十念寺

- 刈谷市駅前通り商店街[6]
- 十念寺 - 浄土宗西山禅林寺派の寺院[6]。十一面観音像を所蔵[6]。土井家の菩提寺であり、また幕末の志士である松本奎堂や俳人の中島秋挙の墓がある[6]。
- 中央公園 - 0.27ヘクタール。1981年（昭和56年）開設[15]。
- 藤池公園 - 0.18ヘクタール。1967年（昭和42年）開設[15][1]。
- 広小路遊園 - 181平方メートル。1982年（昭和57年）開設[15]。
- 刈谷警察署 - 広小路交番
- 菊の世広瀬酒造 - 高度成長期まで銀座と広小路にまたがって所在した。仕込み蔵のみ博物館明治村に移築された。
- 市川呉服店 - 1871年（明治4年）創業。
- 御菓子司常川屋 - 1910年（明治43年）創業。
- 旭屋旅館

## その他

### 日本郵便
- 郵便番号 : 448-0844[4]（集配局：刈谷郵便局[16]）。